# Тодоренко Регіна Петрівна
Регіна Петрівна Тодоренко (нар. 14 червня 1990, Одеса, УРСР) — колишня українська, нині російська телеведуча, співачка, акторка й автор пісень. Живе та працює в Москві, замовчує російсько-українську війну.

## Життя і кар'єра

### Ранні роки
Народилася 14 червня 1990 року в Одесі в творчій родині. Дитинство провела в театральній студії, хореографічному класі, на уроках вокалу і бандури. Закінчила школу з відзнакою у 2007 році. У тому ж 2007 році вступила до Одеського національного морського університету на факультет «Організація транспортних перевезень та систем». 2010 року вступила до Київського університету культури та мистецтв.

### Кар'єра
У 2007 році стала ведучою телевізійного конкурсу «Золота десятка». Там її помітила продюсер Наталя Могилевська й запросила на кастинг «Фабрики зірок — 2».
Брала участь у 2008 на «Фабриці зірок-2», після чого стала солісткою гурту «Real O». У складі гурту були отримані золоті грамофони, нагороди за найкращі пісні, кліпи тощо.
У 2009 році як авторка пісень почала співпрацювати з композитором Русланом Квінтою. У цій співпраці було випущено пісні: гімн шоу «Хвилина слави» (8-й сезон), Софія Ротару «Прости», Віталій Козловський «Немає неба», Маша Собко «Все одно», «Моя любов», Наталя Могилевська «Спасибі, мамо», Тетяна Чубарова «Я подарую», Open Kids «Шоу-гелз», Маша Гойя «Навпіл», Олена Лаптандер «У твого серця», «Просто обійми», Наталія Бардо «Бардо», Real O «Снігом», «Уходи на фиг», «Ялинки», INDI «Кристали» тощо.
У 2010 році брала участь у «Фабриці зірок. Суперфінал». 2012 року зі Світланою Тарабаровою покинула гурт «Real O».
2014 стала ведучою телепередачі «Орел і решка» (в парі з Колею Сергою).
У 2015 році записала дебютну пісню та випустипа відеокліп на пісню «Heart's Beating». В цьому році стала учасницею російського шоу «Голос». На сліпому прослуховуванні Регіна виконала пісню Тіни Кароль «Ноченька». ЇЇ наставницею стала Поліна Гагаріна. В цьому ж році Регіна Тодоренко разом з Андрієм Бедняковим, Лесею Нікітюк та Жанною Бадоєвою знялася в кліпі Світлани Лободи «Пора домой».
У листопаді 2015 року була висунута на музичну премію «M1 Music Awards» в номінації «Прорив року».
У січні 2016 роки взяла участь у фотосесії для російської версії журналу «Maxim». У квітні оголосила, що буде випускати одяг під брендом Generation TR. У травні перемогла в номінації «Найкраща телеведуча» премії «Cosmopolitan Awards 2016».
Наприкінці 2016 року Регіна з Лесею Нікітюк взяла участь у зніманні 13-го сезону «Орел і решка» під назвою «Найбільш райські та пекельні місця світу».
У травні 2017 року взяла участь у 70-го Каннському кінофестивалі як представниця бренду L'Oreal Paris, котрий є партнером фестивалю.
28 серпня 2017 року відбулася прем'єра вистави «Заклади дружину в ломбард» в Театріумі на Серпуховці в Москві, де Тодоренко грала головну роль.
13 листопада Регіна стала переможницею премії журналу Glamour «Жінка року 2017» в номінації «Телезірка року».
30 листопада 2017 року оголосила, що вона йде з шоу «Орел і решка».
У грудні 2017 року стала ведучою шоу «Мейкапери» на телеканалі «Пятница!».
У червні 2018 року запустила на телеканалі «Пятница!» шоу «П'ятниця з Регіною». В цьому проєкті вона виступила ведучою, авторкою та продюсеркою. З цього року постійно проживає у Росії.
У квітні 2019 року відкрила в Росії wellness-шоу для молодих мам — «Регіна + 1», де виступила в ролі ведучої. Головним темами шоу стали здоров'я, харчування і виховання дітей.
У серпні 2020 року взяла участь у російському шоу «Льодовиковий період-7» про фігурне катання, де вона мала виступати в парі з Олімпійським чемпіоном 2006 року Романом Костомаровим. Її чоловік Влад Топалов теж брав в цьому шоу разом з Олімпійською чемпіонкою 2014 року Оленою Ільїних.
В березні 2024 року Регіна отримала громадянство Росії.

## Санкції
З початком російської агресії у лютому 2022 року не прокоментувала події в Україні, її рідні в цей час залишались в Одесі.
У жовтні 2022 року проти Тодоренко було запроваджено санкції терміном на 5 років.

## Громадянська позиція
Через свою мовчазну підтримку повномасштабного вторгнення в Україну, отримала негативну критику від колишніх колег та підписників. Даша Астаф'єва розкритикувала Регіну. Ведуча Катерина Осадча закликала позбавляти українського громадянства «зірок», що мовчазно підтримують війну. Колишній партнер по програмі «Орел і решка» Микола Сєрга сказав, що війна та її мовчазна позиція показала справжнє обличчя зірки.

## Дискографія

### В складі«Real O»
- 2010: Платье

### Сольно
- 2016: Fire

### Сингли
- 2015 — «Heart's Beating»
- 2015 — «Биение сердца»
- 2015 — «Ты мне нужен»
- 2016 — «Мама»
- 2016 — «Liverpool»

## Фільмографія

### Телебачення
- «Орел і решка» (2014—2017)  — ведуча програми.
- «Мейкапери» (2018)  — ведуча програми.
- "Льодовиковий період-7[ru] (2020) — учасниця, виступає разом з Романом Костомаровим.

## Музичні відео

### В складі«Real O»
| Рік  | Назва                         | Режисер            |
| ---- | ----------------------------- | ------------------ |
| 2008 | «Синий иней»                  |                    |
| 2009 | «Я бы»                        | Алан Бадоєв        |
| 2009 | «Платье»                      | Сергій Солодський  |
| 2010 | «Я все еще люблю тебя»        | Філ Лі             |
| 2010 | «Стихии»                      |                    |
| 2011 | «Мужчины любят глазами»       | Філ Лі             |
| 2011 | «Уходи на фиг»                | Олена Виноградова  |
| 2012 | «Я бы…»                       | Наталя Могилевська |
| 2012 | «Луна» («Я в белом платьице») | Олег Борщевський   |
| 2012 | «Ёлки»                        | Олег Борщевський   |
| 2013 | «Без него»                    | Ольга Навроцька    |

### Сольно
| Рік  | Назва                            | Режисер        |
| ---- | -------------------------------- | -------------- |
| 2015 | «Heart's Beating»                | Олег Богдан    |
| 2015 | «Биение сердца»                  | Олег Богдан    |
| 2015 | «Кушай-кушай» (feat. Коля Серга) | Коля Сєрга     |
| 2015 | «Ты мне нужен»                   | Радислав Лукин |
| 2016 | «Liverpool»                      | Олег Шевчишин  |
| 2016 | «Fire»                           | Єлена Чирва    |

## Нагороди
| Рік  | Премія                                | Категорія              | Результат  | Дж.    |
| ---- | ------------------------------------- | ---------------------- | ---------- | ------ |
| 2015 | Премія «M1 Music Awards»              | Прорив року            | Номінація  | [ 5 ]  |
| 2015 | Премія «INSTA AWARDS»                 | INSTA Мандрівник року  | Перемога   | [ 30 ] |
| 2016 | Національна музична премія «YUNA»     | Відкриття року         | Номінація  | [ 31 ] |
| 2016 | Премія «Cosmopolitan Awards»          | Телеведуча року        | Номінація  |        |
| 2016 | Премія журналу «Glamour»              | Телезірка року         | Номінація  | [ 32 ] |
| 2017 | Премія журналу «Glamour»              | Телезірка року         | Відмовлено | [ 33 ] |
| 2017 | Премія ОК! Awards «Більше, ніж зірки» | Посмішка року R.O.C.S. | Перемога   | [ 34 ] |

### Рекорд
- Національний Реєстр Рекордів України — перша безперервна навколосвітня подорож. Подорож провела знімальна група телепроєкту «Орел і решка» (2016)[35].

## Особисте життя
- Чоловік — російський співак Влад Топалов, одружені з 2019 року[36].
- Син Михайло, н. 5 грудня 2018.
- Син Мирослав, н. 15.07.2022.

## Громадська діяльність
2016 року взяла участь у зйомці для благодійного календаря «Щирі. Спадщина», присвяченого українському народному костюму та його популяризації. Проєкт було реалізовано зусиллями ТЦ «Домосфера» та комунікаційної агенції Gres Todorchuk. Усі кошти від реалізації календаря було направлено на допомогу українським музеям, зокрема Музею народної творчості Михайла Струтинського та Новоайдарському краєзнавчому музею.